# 日本灯台 (チューク州)
日本灯台（英語: Japanese Lighthouse、もしくはプルワット灯台(英語: Poluwat Lighthouse)）とはミクロネシア連邦チューク州プルワット環礁のアレット島にある灯台で、現在は稼働していない。1940年に日本人による建設で完成し、第二次世界大戦で米軍が攻撃するまで使用されていた。1983年、アメリカ合衆国国家歴史登録財に登録された。第二次世界大戦前に日本人が建設した海洋建築物の良い例となっている。

## 設計
塔高はおおよそ32 meters (105 ft)で、厚さ0.6 meters (2 ft)のコンクリート壁で完全に覆われている。塔の上には2階建ての管理施設が建っている。また9 by 4 meters (30 ft × 13 ft)の平屋建てコンクリート建築物もある。この複合型施設全体は縦横のコンクリート柱で出来た境界塀で囲まれている。

## 歴史
パラオとチューク諸島間を航海する船舶を支援するために大日本帝国が1938年より建設を開始した。当時、チューク諸島のなどミクロネシアの大半は日本が委任統治領南洋諸島として統治していた。建設はプルワットや近隣の諸島からの強制労働に依存し、重機が無かったため完成するのに1940年まで待たなければならなかった。この灯台と近隣にあった飛行場は1944年4月10日、アメリカ合衆国の偵察機に発見された。繰り返された爆撃により両方共使用不能になり、灯台は放棄され再建されることなく最終的に熱帯植物が覆い茂るようになった。1983年8月16日、アメリカ合衆国国家歴史登録財に登録された。